# Mahmud El-Sayed
Mahmud El-Sayed –en árabe, محمود السيد– es un deportista egipcio que compitió en judo. Ganó una medalla de bronce en el Campeonato Africano de Judo de 2008, en la categoría de –60 kg.

## Palmarés internacional
| Campeonato Africano | Campeonato Africano | Campeonato Africano | Campeonato Africano |
| Año                 | Lugar               | Medalla             | Categoría           |
| ------------------- | ------------------- | ------------------- | ------------------- |
| 2008                | Agadir (Marruecos)  | Medalla de bronce   | –60 kg              |